# 洛林公国
洛林公国（法语：Duché de Lorraine；德语：Herzogtum Lothringen），源自上洛林公国。它囊括比今日法国东北部旧洛林大区更大一些的区域，首府位于南锡。洛林公国于959年从洛塔林吉亚中分出。后者位于神圣罗马帝国最西部，于是年分为上洛林公国与下洛林公国。后者很快便解体成为诸多莱茵河和低地小邦；前者则演化为后来的洛林公国。15世纪时勃艮第公爵和法国国王都觊觎并短暂占领过该公国，但从1473年开始该国开始由洛林家族统治。
1737年，公国被授予波兰前国王斯坦尼斯瓦夫·莱什琴斯基 (波兰语：Stanisław Leszczyński)，他因波兰王位继承战争而失去了王位。但在他去世后，公国将落入法国王室手中。 1766 年2月23日斯坦尼斯瓦夫去世后，洛林被法国吞并并重组为洛林和巴鲁瓦省。

## 历史

### 洛塔林吉亚
洛林的前身洛泰林吉亚是洛泰尔二世国王（855-869）统治下的一个独立的加洛林王国。它的领土最初是中法兰克王国的一部分，根据《凡尔登条约》于843年创建，当时加洛林帝国被虔诚者路易的三个儿子瓜分。中法兰克被分配给皇帝洛泰尔一世，因此在拉丁语里被称为"洛泰尔的王国"（Lotharii Regnum)。 
855 年，洛泰尔一世去世，中法兰克进一步分为三部分，其中北部的部分由他的儿子洛泰尔二世占据。他的领土范围更大些，从南部的勃艮第一直延伸到北海。在法语中，该地区被称为洛林，而在德语中，它被称为洛特林根。 在洛林曾经使用的阿勒曼尼语中，-ingen 后缀表示一种财产；因此“洛塔林根”可以翻译为“属于洛泰尔的土地”，或更简化的“洛泰尔王国”。
由于洛泰尔二世去世时没有合法子嗣，他的两个叔叔，西法兰克国王秃头查理和东法兰克国王日耳曼人路易于870年签署《墨尔森条约》瓜分了他的领地。880年的《里伯蒙条约》又将其整体纳入东法兰克统治。911年，东法兰克加洛林王朝随着孩童路易的去世而绝嗣，洛泰林吉亚再次隶属于西法兰克，但在925年被德意志国王福勒亨利征服。后者很快陷入与对手，西法兰克权臣和实际统治者伟大者于格的冲突中。942年，法国国王海外归来者路易（四世）放弃了对洛塔林吉亚的所有声索要求。

### 上洛林公国
953年，德意志国王奥托一世任命他的兄弟布鲁诺为洛塔林吉亚的大公爵。959年，布鲁诺将公国分为上洛林和下洛林；965 年他去世后，上下洛林再也没能合并（1033-1044年除外）。上洛林位于莱茵河流域的更“上游”，也就是说，它位于内陆和南部地区。 无论是在宪章还是叙述资料中，上洛林最初被称为摩泽尔公国，其公爵是摩泽尔公爵。 官方文件中洛泰林尼亚和洛林的使用开始于较晚的时期，大约在十五世纪。 布鲁诺的第一任公爵和副手是巴尔的腓特烈一世，布鲁诺的妹妹萨克森的海德薇格的女婿。
下洛林分裂成几个较小的领土，只有布拉班特保留了“洛蒂尔公爵”的头衔。 摩泽尔公国落入安茹的勒内手中后，再次采用“洛林公国”这个名称，只是回顾性地称为“上洛林”。当时，卢森堡伯国、特里尔选侯国、巴尔伯国以及凡尔登、梅斯和图尔“三主教区”等多个领地已经分裂出去。
整个中世纪，神罗和法兰西王国之间的边界保持相对稳定。 1301年，巴尔伯爵亨利三世必须将其西部土地接受为为法国国王腓力四世的封地。 1475年，勃艮第公爵大胆的查理为获得洛林公国征战，但最终在1477年的南锡战役中被击败并阵亡。 在1552年的香波堡条约中，萨克森选帝侯莫里斯周围的一些叛乱的新教诸侯将“三主教区”割让给法国国王亨利二世以换取他的支持。
由于三十年战争期间神圣罗马帝国权威的削弱，法国于1634年占领了公国，并一直保留到1661年查理四世复辟为止。 1670年，法国再次入侵，查理被迫流亡。 他的侄子兼继承人查理五世一生为哈布斯堡皇室服务。 1697 年，法国在结束九年战争的《赖斯韦克条约》中归还了公国，查理的儿子利奥波德（1679-1729 年）成为公爵，并被称为“好人利奥波德”； 在西班牙王位继承战争中，洛林部分地区，包括首都南锡，再次被法国占领，但利奥波德继续在吕内维尔城堡统治。

1737年，波兰王位继承战争结束后，法国、哈布斯堡王朝和洛林家族达成协议，将公国分配给前波兰国王斯坦尼斯瓦夫·莱什钦斯基。 他也是法国国王路易十五的岳父，后者在波兰王位继承战争中输给了俄罗斯和奥地利支持的候选人。 洛林公爵弗朗茨·斯蒂芬与皇帝的女儿玛丽亚·特蕾莎大公夫人订婚，得到了托斯卡纳大公国的补偿，而美第奇家族的最后一位统治者最近刚刚去世，没有留下后嗣。 法国还承诺根据1713年的国事诏书，支持玛丽亚·特蕾莎作为哈布斯堡王朝领地的继承人。莱什琴斯基接受了洛林，在他死后洛林将落入法国王室手中。洛林公爵的头衔被授予斯坦尼斯瓦夫，但弗朗茨·斯蒂芬也保留了这一头衔，这一头衔在他的继承者哈布斯堡-洛林家族（作为非继承人的姓氏）的头衔中占据了显着位置。 1766 年 2 月 23 日斯坦尼斯瓦夫去世后，洛林被法国吞并，并被法国政府重组为一个省。